# اختطاف كامايه موبلي

{{صندوق معلومات شخص
| الاسم = كامايه موبلي
| الصورة = 
| بدل الصورة = 
| تعليق الصورة = 
| الاسم عند الولادة = كامايه موبلي
| أسماء أخرى = أليكسيس مانيجو
| تاريخ الولادة = اختطفت كامايه موبلي من مستشفى فلوريدا في 10 يوليو 1998 وذلك عندما كان عمرها ثماني ساعات فقط. في يناير 2017، عُثر عليها حية في والتربورو بولاية ساوث كارولينا. أثبت اختبار الحمض النووي بأنها لم تكن ابنة خاطفتها جلوريا ويليامز. عاشت كامايه موبلي باسم أليكسيس مانيجو .
حصلت أمها البيولوجية في ولاية فلوريدا، شانارا موبلي، على تعويض مالي بقيمة 1.5 مليون دولار وذلك بعد رفعها دعوى قضائية ضد المركز الطبي الجامعي السابق.  رُزقت والدتها منذ ذلك الحين بثلاثة أطفال آخرين.

## الاختطاف
أنجبت شانارا موبلي البالغة من العمر ستة عشر عامًا كامايه موبلي في 10 يوليو 1998.  بعد مرور ثماني ساعات اختُطفت كامايه من ولادتها وذلك من قبل امرأة قامت بانتحال شخصية ممرضة تعمل في المستشفى. ذُكر بأنها ارتدت زي طاقم المستشفى وبعد ذلك دخلت الغرفة مُدّعيةً مساعدة الأم والاطمئنان على حالها. تمكنت بذلك حمل كامايه بين ذراعيها واخراجها من الغرفة. اعتقد الموظفون في بادئ الأمر بأن المرأة التي كانت تحمل كامايه أحد أفراد عائلتها. أُجريت مقابلة لاحقاً مع والدتها شانارا والتي طالبت بعودة ابنتها.
اعتُقد بأن عمر الخاطفة يتراوح بين 25 و 35 سنة كما ذُكر أيضاً بأنها قد كانت ترتدي نظارة وشعراً مستعاراً وكانت ترتدي ثوبًا زهريًا وسروالًا أخضر اللون. عُرف بأن جلوريا ويليامز والتي كانت تبلغ من العمر 33 عامًا في ذلك الوقت بأنها قامت بتزوير عدد من الوثائق لاحقاً وذلك لإنشاء هوية جديدة لكامايه موبلي.  كانت ويليامز في علاقة سيئة مليئة بالعنف كما أنها أجهضت طفلها قبل أسبوع فاعتُقِد بأن ذلك ما دفعها للاختطاف. 

## التحقيق والاسترداد
تصدّرت أخبار الاختطاف ومحاولة العثور على كامايه عناوين الصحف الوطنية في عام 2017.  ونظرًا لعدم وجود أي صورة لكامايه قبل اختطافها تم إنشاء صورة تقريبية بواسطة الكمبيوتر وذلك حتى يتم توزيعها على وسائل الإعلام. اشتملت تقارير حادثة الخطف على أبرز السمات منها البقع المنغولية وفتق السرة. وبعد سلسلة من المحاولات تمت مطابقة عينة من الحمض النووي المأخوذة من موبلي بعد ولادتها بعينة أليكسس مانيجو.
وُصفت موبلي بعد تأكيد المطابقة بأنها «في صحة جيدة ولكنها في حالة من الارتباك».  كانت تعيش في ساوث كارولينا باسم أليكسيس مانيجو وتخرجت من مدرسة مقاطعة كوليتون الثانوية وكان لها صديق.  ترعرت كامايه مع طفلي جلوريا ويليامز الآخرين.  تواصلت كامايه بوالدها وجدتها عبر برنامج FaceTime وخططت للم الشمل مع أفراد عائلتها البيولوجية الآخرين شخصيًا.  لم تلتقِ كامايه بوالدها البيولوجي منذ والدتها حيث كان محتجزًا في ذلك الوقت بتهمة حيازة المخدرات وتوصيلها. كان والدها في التاسعة عشرة من عمره بينما كانت والدتها شانارا في الخامسة عشرة من عمرها عندما رزقوا بكامايه.
ُأُلقي القبض على وليامز في ولاية كارولينا الجنوبية وسُلّمت إلى فلوريدا،  حيث اتهمت بالاختطاف والتدخل في الحضانة.  كان لديها تاريخ سابق بعدم تطبيق القانون حيث اتهمت بالاحتيال. وعلى الرغم من ذلك وصفت كامايه ويليامز بأنها «ليست مجرمة» وأصرّت على أن ويليامز أحسنت راعيتها وزودتها بـ «كل ما تحتاجه». 
في فبراير 2018، اعترفت ويليامز بجريمة الاختطاف واعترفت بأنها نفذت جريمة الاختطاف لوحدها وذلك في عام 1998.
في 8 يونيو 2018، حُكم على جلوريا ويليامز بالسجن لمدة 18 سنة وذلك بتهمة اختطاف كامايه موبلي. لازالت كامايه موبلي على تواصل مع خاطفتها جلوريا ويليامز والتي ما زالت تشير إليها بمسمى «والدتي». تقضي ويليامز حاليًا عقوبتها في مؤسسة هيرناندو الإصلاحية ومن المقرر إطلاق سراحها في 07/09/2034.

## التكيف
أعلنت Lifetime عن فيلم بعنوان Stolen by My Mother: The Kamiyah Mobley Story والذي تم بثه في 18 يناير 2020 كجزء من فيلمها الروائي «ممزق من العناوين». الفيلم من بطولة Rayven Ferrell بدور Kamiyah Mobley و Niecy Nash بدور Gloria Williams و Ta'Rhonda Jones بدور Shanara Mobley. يعمل روبن روبرتس كمنتج تنفيذي.